# Babiker Awadalla
Babiker Awadalla (en árabe: بابكر عوض الله‎; 2 de marzo de 1917-17 de enero de 2019) fue un político nacionalista árabe sudanés que ejerció el cargo de primer ministro de Sudán del 25 de mayo de 1969 al 27 de octubre del mismo año.

## Primeros años y educación
Awadalla nació en el estado de Nilo Blanco el 2 de marzo de 1917. En 1940, se graduó de la facultad de derecho del Gordon Memorial College.

## Carrera
Awadalla ocupó el cargo de presidente de la cámara baja de la legislatura sudanesa desde 1954 hasta 1957. En 1964, dio el impulso para iniciar la Revolución de octubre al ponerse del lado de los militares a cargo de Sudán. Después de la revolución, se convirtió en presidente de la Corte Suprema de Sudán en 1964. En 1967, Awadalla renunció a su cargo de presidente de la Corte Suprema en protesta por la negativa del gobierno a reinstaurar el Partido Comunista de Sudán, que los tribunales de la nación habían declarado inconstitucionalmente prohibido en el parlamento.

## Gabinete

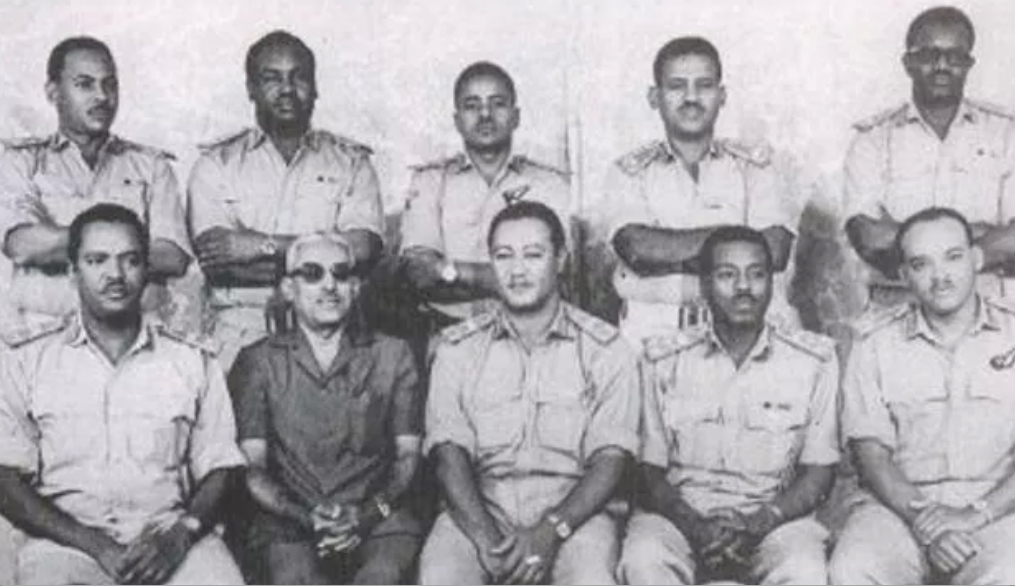
Fotografía del Consejo del Comando Nacional Revolucionario después del golpe de Estado de 1969.

Awadalla fue parte del golpe de Estado de mayo de 1969 que dio inicio a la presidencia de Yaafar al-Numeiry.
En el gabinete militar de Yaafar al-Nimeiry, Awadalla fue el único miembro civil del Consejo del Comando Nacional Revolucionario. Awadalla fue elegido como primer ministro y ministro de Asuntos Exteriores el 25 de mayo de 1969. Su cargo como primer ministro terminó el 27 de octubre de 1969 y mantuvo su cargo como ministro de Relaciones Exteriores de Sudán hasta 1971. Después de terminar sus cargos anteriores, Awadalla ocupó los cargos de vice primer ministro y ministro de Justicia en 1971. Luego fue vicepresidente de Sudán de 1972 a 1973.

## Naciones Unidas
Durante una reunión de la Asamblea General de las Naciones Unidas el 23 de septiembre de 1969, Awadalla advirtió que la decisión de los Estados Unidos de apoyar a Israel durante el conflicto árabe-israelí podría provocar el uso de armas nucleares en Oriente Medio.

## Vida posterior y muerte
Después de 1972, Awadalla se mudó a Egipto y luego a Dublín, Irlanda, donde se informó que vivía en mayo de 2017. Awadalla murió el 17 de enero de 2019, a la edad de 101 años, por causas naturales.